# Wojewódki Dolne
Wojewódki Dolne [vɔjɛˈvutki ˈdɔlnɛ] est un village polonais de la gmina de Bielany dans le powiat de Sokołów et dans la voïvodie de Mazovie, au centre-est de la Pologne.
Il est situé à environ 3 kilomètres au nord de Bielany, 5 kilomètres au sud de Sokołów Podlaski et à 86 kilomètres à l'est de Varsovie.